# Listă de regizori de film
- Această listă de redirecționare, perpetuu incompletă, conține nume de diferiți regizori de film, dar și de televiziune, aranjați alfabetic după numele lor de familie.

|  | Liste alfabetice de regizori de film A - B - C - D - E - F - G - H - I - J - K - L - M - N - O - P - Q - R - S - T - U - V - W - X - Y - Z |

- Alan Smithee este numele fictiv al unui regizor inexistent, care este folosit doar atunci când regizorului adevărat al filmului i s-a refuzat creditarea sa publică.